# Furuholmen (Sandön)
Furuholmen is een Zweeds eiland behorend tot de Lule-archipel. Het eiland ligt in de baai aan de zuidoostkant van het eiland Sandön en heeft geen oeververbinding. Furuholmen is onbebouwd en tevens een natuurreservaat.